# سیکی نوسه
سیکی نوسه (انگلیسی: Seiki Nose؛ زادهٔ ۱۰ اوت ۱۹۵۲) جودوکار اهل ژاپن بود.